# معتمدية الرقاب
معتمدية الرقاب إحدى معتمديات الجمهورية التونسية، تابعة لولاية سيدي بوزيد، في عام 2004 ، كان عدد سكانها 776 58 نسمة ، منهم 28944 رجلاً و 29832 امرأة موزعين على 190 11 أسرة و 13042 مسكناً.